# 하늘 ~아름다운 나의 하늘
〈하늘 ~아름다운 나의 하늘〉(空 〜美しい我の空 소라 ~우츠쿠시이 와레노 소라[*])은 도모토 쯔요시가 쯔요시(剛 紫)로서 발매한 싱글로, 도모토 쯔요시의 통산 7번째 싱글이다.

## 개요
전작 〈Kurikaesu 봄〉으로부터 약 1년 만의 싱글이다.
자신의 30번째 생일인 2009년 4월 10일을 고려해 발매된 싱글이기 때문에, 통상, CD 발매일로 많은 수요일이 아니라, 생일인 금요일이 발매일이 되고 있다.
앨범 《아름다움 나 하늘 - 비 가 쿠 ~ my beautiful sky》와 동시 발매되었다. 《아름다움 나 하늘 - 비 가 쿠 ~ my beautiful sky》에는 이 곡이 수록되어있지 않다.

## 수록곡
1. 空 〜美しい我の空 / 하늘 ~아름다운 나의 하늘
작사·작곡·편곡: 강 자 (剛 紫)
고향인 나라의 하늘을 테마로 그린 발라드.
2. 空 〜美しい我の空 (Backing Track)